# Margarita Magaña
Margarita Magaña (Mexikóváros, Mexikó, 1979. július 25. –) mexikói színésznő.

## Élete és pályafutása
1993-ban az El Club de Gaby egyik epizódjában kezdte karrierjét, ekkor még csak 15 éves volt. 1995-ben debütált a képernyőn a María la del barrio című sorozatban, amiben Thalía mellett szerepelt. Első filmje a La primera noche, melyben Osvaldo Benavides és Mariana Ávila mellett szerepelt. 1999-ben újabb szerepet kapott a Por tu amor (Szeretni bolondulásig) szappanoperában. 2001-ben az El juego de la vidában, 2002-ben pedig A szerelem ösvényeiben kapott szerepet.
2010-ben az Időtlen szerelem című sorozatban láthattuk, melyben Silvia Navarróval dolgozhatott, majd a Teresa című sorozatban Angelique Boyer és Sebastián Rulli mellett Aída Cáceres Azuela szerepében, aztán a Mujeres Asesinas Luz, Arrolladora című epizódjában Vera szerepében tűnt fel.
2000-ben négy hónapos terhesen feleségül ment Mauricio Aspe színészhez, lányát Shakti Aspe Magañának hívják. Házassága 2004-ben véget ért. 2012. január 19-én született meg második lánya, Constanza, Adalberto Palma exfutballistától.

## Filmográfia

### Telenovellák
- 2024: Tu vida es mi vida - Zayda
- 2020: Vencer el miedo - Magdalena "Magda"
- 2020: Decisiones: Unos ganan, otros pierden - Marisela
- 2018: Por amar sin ley - Lorenza
- 2017–2018: Me declaro culpable - Julieta
- 2013 - Lo que la vida me robó (Szerelem zálogba) - Esmeralda Ramos de Solares (Magyar hang: Dögei Éva)
- 2010 - Teresa - Aída Cáceres Azuela (Magyar hang: Dögei Éva)
- 2010 - Cuando me enamoro (Időtlen szerelem) - Josefina "Pepa" Álvarez de Monterrubio (fiatal) (Magyar hang: Sági Tímea)
- 2008–2009 - Un gancho al corazón - Estrella Falcón
- 2007–2008 - Al diablo con los guapos (Pokolba a szépfiúkkal!) - Karla Arango (Magyar hang: Dögei Éva)
- 2006 - La verdad oculta - Bertha Balmori Genovés
- 2003 - Amar otra vez - Brenda Montero Bustamante
- 2002–2003 - Las vías del amor (A szerelem ösvényei) - Alicia Betanzos Martínez (Magyar hang: Simonyi Piroska)
- 2001–2002 - El juego de la vida - Fernanda "Fer" Pacheco
- 2000–2001 - Por un beso - Loreta Mendiola
- 2000 - La casa en la playa (Villa Acapulco) - Sofía Visconti
- 1999 - Por tu amor (Szeretni bolondulásig) - Brisa Montalvo de Zambrano (Magyar hang: Nemes Takách Kata)
- 1998 - Camila (Camilla) - Laura Escobar (Magyar hang: Roatis Andrea)
- 1997–1998 - Mi pequeña traviesa - Mariana
- 1997 - Los hijos de nadie
- 1995–1996 - María la del Barrio (María) - Betty (Magyar hang: Csampisz Ildikó)
- 1995: Bajo un mismo rostro

## Színház
- 1998 - La primera noche - Rosita